# 三鄉站 (咸鏡北道)
三鄉站（韓語：삼향역）是朝鮮民主主義人民共和國咸鏡北道化城郡的一個鐵路車站，属于平罗线。

## 邻近车站
平羅線
龍洞站 - 三鄉站 - 極洞站